# Plecemin
Plecemin (prononciation : [plɛˈt͡sɛmin]) est un  village polonais de la gmina de Tarnówka dans le powiat de Złotów de la voïvodie de Grande-Pologne dans le centre-ouest de la Pologne.
Il se situe à environ 8 kilomètres au sud de Tarnówka (siège de la gmina), 19 kilomètres au sud-ouest de Złotów (siège du powiat), et à 98 kilomètres au nord de Poznań (capitale de la Grande-Pologne).

## Histoire
De 1815 à 1945, Plötzmin fait partie de l'arrondissement de Deutsch Krone dans le district de Marienwerder au sein de la province de Prusse-Occidentale
De 1975 à 1998, le village faisait partie du territoire de la voïvodie de Piła.

Depuis 1999, Plecemin est situé dans la voïvodie de Grande-Pologne.